# 阿根廷军政府审判
军政府审判（西班牙語：Juicio a las Juntas）指阿根廷恢复民主几天后，时任总统劳尔·阿方辛下令对自称“国家重组进程”的三届独裁军政府的十名成员中九人以“有系统地实施严重和大规模的侵犯人权行为”作为其镇压计划的一部分进行诉讼审判。
1983年12月15日，阿方辛总统利用其作为检察总长的权力，批准第158/83号政令，命令对1976年3月24日军事政变到1982年马尔维纳斯群岛战争领导阿根廷的三军军政府的十名成员中的九人进行简易审判。分别包括：豪尔赫·拉斐尔·魏地拉、奥尔兰多·拉蒙·阿戈斯蒂、埃米略·爱德华多·马塞拉、罗伯托·爱德华多·比奥拉、奥马尔·格拉菲格纳、阿曼多·兰布鲁斯奇尼、莱奥波尔多·加尔铁里、巴西略·拉米·多索、豪尔赫·伊萨克·阿纳亚。克里斯蒂诺·尼古拉德斯将军尽管是第三届军政府成员，但被阿方辛排除在外。该文件由当时具有象征意义的“Causa 13/84”（第13/84号案）执行。
该案由位于联邦首都的联邦刑事和惩教上诉分庭（Cámara Nacional de Apelaciones en lo Criminal y Correccional Federal）负责，由豪尔赫·托拉斯科法官、里卡多·希尔·拉韦德拉法官、莱昂·卡洛斯·阿斯兰尼安法官、豪尔赫·巴莱尔加·阿劳斯法官、吉列尔莫·莱德斯马、安德烈斯·何塞·达莱西奥法官组成。本案控方为胡利奥·塞萨尔·斯特拉塞拉检察官和路易斯·莫雷诺·奥坎波副检察官，并使用国家失踪人口委员会（Conadep）的报告永不重演（Nunca más）作为证据基础。
1985年12月9日法院做出裁判，判决五人有罪和四人无罪释放。魏地拉和马塞拉判处无期徒刑、终身褫夺公权并解除职务；比奥拉判处十七年有期徒刑、褫夺公权并解除职务，兰布鲁斯奇尼八年有期徒刑、褫夺公权并解除职务，和阿戈斯蒂有期徒刑四年六月、褫夺公权并解除职务；格拉菲格纳、加尔铁里、拉米·多索、阿纳亚被无罪释放。法院认定军政府制定了非法的镇压制度，其中包括犯下“大量非法剥夺自由、使用酷刑和杀人的罪行”，保证他们不受惩罚。判决书第30条还下令起诉所有在审判中证明的犯罪行为中负有行动责任的人。在审理上诉时，最高法院对兰布鲁斯奇尼和阿戈斯蒂略微减刑。而“有罪不罚法”（1986年-1990年）结束了这类审判同时赦免了被定罪的军政府成员和数千名潜在的罪犯。从2003年开始，有罪不罚法被废除，审判重新开始，数百名罪犯被定罪和监禁。  
这起审判具有重大的国际意义，尤其是对该地区而言。在该地区的独裁政权在兀鷹行動的协调下，最高权力以系统和有计划的方式犯下了危害人类罪。这场审判使阿根廷在确保尊重人权的斗争中处于先锋地位。

## 决定起诉军队
80年代初，阿根廷被自称为“国家重组进程”的独裁政权统治，该政权集成了自1930年开始的一系列推翻激进主义和庇隆主义政府的政变和独裁政府之经历。在每个情况中，独裁政权都着手监禁和起诉被推翻的宪政领导人，但从未有人因违反宪法或侵犯人权的行为而受到起诉。
国家重组进程在全国实施了一套国家恐怖主义政策，设立了秘密拘留、酷刑和灭绝中心，犯下了数以千计的谋杀、酷刑、绑架、强奸、盗窃婴儿和财产盗窃。
在独裁统治期间，数个人权组织成立，其中五月广场母亲和五月广场祖母最为有名，要求“审判和惩罚那些有罪的人”侵犯人权。1982年马尔维纳斯群岛战争失势，独裁政权垮台并被迫举行选举。在考虑到军民独裁并没有被民众运动击败并仍然持有武器的情况下，政界开始讨论如何应对大规模侵犯人权的行为。2022年，原副检察官路易斯·莫雷诺·奥坎波出版了一本名为《Cuando el poder perdió el juicio》（当权力打输了官司）的书，暗指当时民主当局的脆弱处境。
在当时的两大党正义党和激进公民联盟中部分人士提议废除《自我大赦法》，从而对那些侵犯人权的军人和平民进行起诉，并考虑到起诉罪犯可能发动暴力军事反应，进而建立新独裁统治的风险。
在当时的情形下，阿方辛组建了一个法学家和哲学家团队来分析关于对独裁政权期间所做的事情进行司法审查的国家政策准则。该小组由赫纳罗·卡里奥、卡洛斯·圣地亚哥·尼诺、马丁·法雷尔、里卡多·希尔·拉韦德拉、欧亨尼奥·布里金、奥斯瓦尔多·瓜里利亚和爱德华多·拉博西，后来有海梅·马拉穆德·戈蒂、安德烈斯·何塞·达莱西奥、丹特·卡普托、恩里克·派绍和胡安·奥克塔维奥·高纳的加入。
在选举举行前一个月，独裁政权批准了第22924号法《自我大赦法》，禁止对1973年至1982年间发生的与政治暴力有关的任何罪行展开调查或审判。激进派选举候选人劳尔·阿方辛随后表示将无视大赦法，而庇隆主义候选人伊塔洛·阿根蒂诺·卢德尔表示会尊重该法。
1983年10月30日，激进公民联盟人士劳尔·阿方辛获得了选举胜利。在卡洛斯·尼诺和海梅·马拉穆德·戈蒂影响下，采取了明确的立场：无视自我大赦法的有效性，并命令武装部队最高委员会对前三届独裁政权进行公开审判，命令检察机关起诉游击队领导人，并在司法领域之外设立一个知名人士委员会，以收集有关侵犯人权行为的信息和证词。
阿方辛意图是将起诉仅限在上级军官身上，减轻服从命令的下级指挥官的责任，追责在埃克托尔·何塞·坎波拉、胡安·多明戈·庇隆和玛丽亚·埃斯特拉·马丁内斯·德庇隆的宪政政府期间与游击行动有关的各种领导人的刑事责任，但不包括对阿根廷反共联盟的追捕，后者在玛丽亚·埃斯特拉·马丁内斯·德庇隆政府期间是引发600多起失踪案和谋杀案。
莱昂·卡洛斯·阿斯兰尼安是审判军事首领的法官之一，多年后自述需要非常了解当时的背景：“（当时）军事力量完好无损，而那些用来绑架年轻人的隼车开始监视或跟踪我们。”
在民主当局上台之前的几天里，激进主义联盟内部就侵犯人权的责任问题的范围以及方式进行了激烈的讨论。由将上任内政部长安东尼奥·特罗科利和副部长奥拉西奥·胡安纳雷纳（后担任国防部长）组成的一方认为起诉军方是一个坏主意，因为会激起军队反应，同时提议立即批准一项必要服从法，排除起诉因服从上级命令时导致危害人类罪，并着重批评和起诉游击队组织（被归类为“恐怖分子”和“颠覆分子”）的行为。后者这一立场被称为“二魔论”并被阿方辛政府所采纳。
二十年后，阿方辛本人在他的《记忆政策。向民主和人权过渡》一书中详细分析了1983年做出的起诉决定，以及激进公民联盟内部关于起诉军事权力及其局限性的压力和讨论。
Estaban también quienes entendían que el juzgamiento de los graves delitos cometidos generaría en las máximas jerarquías castrenses un clima de tensión, miedo y resentimiento que pondría en peligro a la recién recuperada democracia. Es decir, basaban su opinión en la posibilidad de un nuevo golpe militar, algo que por entonces nadie podía descartar de plano... En este contexto... es que hubo que trazar las estrategias y las medidas que combinaran lo deseable y lo posible para saldar las deudas del pasado... Numerosos amigos me pedían que cerrara la cuestión de los derechos humanos hacia el pasado. Durante una visita de Estado, el presidente de Italia, Sandro Pertini, me dijo preocupado: “¡Finíshela con los militares, caro presidente!”. A su vez, el gran dirigente del movimiento obrero, Luciano Lama, el doctor Giorgio Napolitano, figura consular del Partido Comunista, y también Giancarlo Pajeta, el memorable líder de la resistencia contra el fascismo, solicitaron a nuestro embajador en Roma, Alfredo Allende, que me transmitiera con urgencia que debía establecer una suerte de armisticio con los militares, ya que nuestro gobierno había ido –sostuvieron– demasiado lejos en su fervor por la defensa de los derechos humanos y los juicios a los militares.——劳尔·阿方辛，2004
还有一些人认为，对这些重罪进行审判会在军队高层引起紧张、恐惧和怨恨的氛围，这将危及刚夺回的民主。即他们的观点是基于可能发生新的军事政变，而这在当时没有人可以完全排除这种可能性。在这种情况下，必须制定策略和措施，将理想和实际结合起来，以（让他们）清偿过去的帐。许多朋友都要求我停止追究过去人权问题。在一场国事访问期间，意大利总统亚历山德罗·佩尔蒂尼对我说：“结束与军方的争论吧，亲爱的总统！”。同样，工人运动的伟大领袖卢西亚诺·拉马，意大利共产党领袖乔治·纳波利塔诺博士，以及抵抗法西斯主义的著名领袖吉安卡洛·帕杰塔，都要求我们驻罗马大使阿尔弗雷德·阿连德传达他们的紧急要求，即我们应该与军方达成某种休战，他们认为我们政府在捍卫人权和对军方进行审判的热情上走得太远了。
1983年12月10日，民主当局所有职位就职。12月13日，时任总统兼检察总长阿方辛发布两条政令，分别是第157/83号政令和第158/83号政令。第157/83号政令命令对五名蒙东内罗斯领导人物（马里奥·菲尔门尼奇、费尔南多·巴卡·纳瓦哈、鲁道夫·加林贝蒂、罗伯托·佩尔迪亚和埃克托尔·佩德罗·帕尔多 ）、一名与蒙东内罗斯相关的正宗庇隆党党员（科尔多瓦前省长里卡多·奥夫雷贡·卡诺）以及人民革命军首领（恩里克·戈里亚兰·梅洛）进行刑事诉讼。第158/83号下令审判三届军政府十名成员中的九人，不包括最后一届军政府（没有官方解释）甚至两届军政府成员的克里斯蒂诺·尼古拉德斯将军。12月22日，国会一致通过第23,040法，规定：
Derógase por inconstitucional y declárase insanablemente nula la ley de facto N° 22.924.
事实上的第22,924号法律，因违宪所以无效并废除。

## 第158/83号政令
1983年12月13日，民主恢复三天后，劳尔·阿方辛总统发布了第158/83号政令，命令“向武装部队最高委员会对在1976年3月24日篡夺政府的军政府及后续两届军政府的成员进行简易审判”。被指控的前指挥官分别是来自陆军的豪尔赫·拉斐尔·魏地拉、罗伯托·爱德华多·比奥拉和莱奥波尔多·加尔铁里，来自海军的埃米略·爱德华多·马塞拉、阿曼多·兰布鲁斯奇尼和豪尔赫·伊萨克·阿纳亚，以及来自空军的奥尔兰多·拉蒙·阿戈斯蒂、奥马尔·格拉菲格纳和巴西略·拉米·多索。另一方面，同日阿方辛签署了第157/83号政令，命令起诉与游击队组织有关的七名领导人，指控在1973年5月25日之后犯下的罪行。这两项政令使后来被称为“二魔论”的理论制度化。当时，阿方辛作为检察总长发布政令，这权力被包含在总统职能之中。
这两项政令由卡洛斯·尼诺、海梅·马拉穆德·戈蒂和恩里克·派绍于12月9日下午起草，也就是民主当局上任的前一天。
该政令的陈述：
- 1976年3月24日篡夺国家政府的军政府和当时在职的武装部队组织指挥官制定并实施了一项打击颠覆和恐怖活动的行动计划，该计划基于明显非法的方法和程序。
- 1976年至大约1979年间，由于采用极端国家安全学说（西班牙语：Doctrina de la seguridad nacional），数千人被非法剥夺自由、遭受酷刑和杀害。

该政令还认为，由于独裁政权采取的心理策略，因而下属在侵犯人权方面的责任应该减轻。
关于审理法院，该政令保留了民主政权建立之前有效的规定，将案件分配给武装部队最高委员会，但警告称宪法禁止通过行政终审法院审判人民，因而宣布行政权力机构将“立即向国会提交一项法案，在军事程序中增加对民事司法的广泛上诉”。因此，该政令还规定，武装部队最高委员会的判决可以向联邦首都联邦刑事和惩教上诉法庭提出上诉。

## 国家失踪人口委员会
为了大力支持对独裁统治期间侵犯人权行为的调查，在恢复民主几天后，阿方辛总统召集知名人士成立了国家失踪人口委员会（简称CONADEP）。
失踪人口委员会由十二名成员组成，其中八名由阿方辛总统选择，三名由众议院选举产生。总统选出的八名成员是作家埃内斯托·萨巴托、医生勒内·法瓦洛罗、认知论者格雷戈里奥·克利莫夫斯基、拉比马绍尔·梅耶、福音派牧师卡洛斯·加蒂诺尼、天主教神父海梅·德内瓦雷斯、记者玛格达莱娜·鲁伊斯·吉尼亚苏、布宜诺斯艾利斯大学前院长里卡多·科隆布雷斯、伊拉里奥·费尔南德斯·朗和人权活动家爱德华多·拉博西。众议院选出的三人分别是激进公民联盟党员圣地亚哥·马塞利诺·洛佩兹、乌戈·迪奥赫内斯·皮乌西尔和奥拉西奥·乌戈·瓦尔特。另有六名秘书，分别是人权活动家格拉谢拉·费尔南德斯·梅希德、丹尼尔·萨尔瓦多、劳尔·佩内翁、阿尔韦托·曼苏尔、莱奥波尔多·西尔盖拉和阿古斯丁·阿尔塔米兰达。
国家失踪人口委员会成员走访了阿根廷、西班牙、法国、墨西哥和其他国家，采访了侵犯人权行为的证人，并成功促进这些证词的曝光。
该委员会工作了9个月，编写了一份50,000页的报告，被视为具有法律意义的丰碑，也是人权史上最重要的文件之一。
CONADEP记录了大约9,000起侵犯人权案件。由于其严肃性和中立性，《永不重演报告》不仅构成了审判军政府的基本证据，而且在阿根廷社会产生了巨大的文化影响。
1984年9月20日，CONADEP以书的形式出版其报告永不重演，其成员在70,000人的陪同下前往玫瑰宫将其交给劳尔·阿方辛总统。

## 武装部队的反应：第13/84号案件
阿方辛最初的计划是让武装部队审判三届军政府指挥官所犯下的危害人类罪。1983年12月28日，武装部队最高委员会根据总统发布的第153/83号政令，开始了第13/84号案件并调查该政令所认定的军政府成员。
当时法律规定，无论罪行如何，军人只能由军事法庭审判，并没有考虑国家司法机关可以复核军事法庭作出的判决的可能性。阿方辛总统在1983年12月13日发布第158/83号政令，规定军事法庭的判决可以向联邦首都的联邦刑事和惩教分庭提出上诉。该政令的陈述解释称，由行政法庭（如军事法庭）审理士兵而没有向司法机关提出上诉的可能性，这“即构成了对被告的特权，又缺乏对被告的保护，两者都是宪法所禁止的”，通过这个方式，阿方辛希望司法机关有权对军事法庭的判决进行复审。
但是，在参议员埃里亚斯·萨帕格的倡议下，参议院将《军事司法法典》修正草案提交国会并引入了一项至关重要的补充：联邦分庭有权在军事法庭不愿或拖延调查和起诉的情况下，直接介入裁判。参议院还同意萨帕格、激进派阿道弗·加斯和庇隆主义者爱德华多·梅内姆所提出对草案进行修改，澄清在任何情况下都不能将服从命令法适用在“滔天大罪”。
1984年2月13日，国会一致通过了修正军事司法法典的第23,049号法，包括参议院添加的条款。阿方辛曾收到过否决增添条款的压力，但他没有这么做。
军事法庭不愿意调查受审军政府成员犯下的侵犯人权行为。被告否认军政府做出了旨在打击恐怖主义或游击行动的决定、执行计划或发布指示，并坚称“这些行动是由每支部队的指挥官执行”，并且这些行动是根据1976年3月24日政变前执政的宪法行政机关所颁布的第261/75号、第2770号、第2771号和第2772号政令（统称歼灭法令）以及国防司令部第1/75号指令执行。最高委员会下令对魏地拉、阿戈斯蒂、马塞拉、比奥拉和兰布鲁斯奇尼进行严格的预防性拘留。
1984年7月11日，联邦分庭指示武装部队最高委员会调查是否存在侵犯人权，是否可能是军政府成员的责任，并在30天内通知。军事法庭对分庭的指示保持沉默，分庭于8月22日批准将期限再延长30天。在最后期限到期后，9月25日，武装部队最高委员会向分庭提交了一项决议，其中没有详细说明所采取的调查措施：
Se hace constar que, según resulta de los estudios realizados hasta el presente, los decretos, directivas, órdenes de operaciones, etcétera, que concretaron el accionar militar contra la subversión terrorista son, en cuanto a contenido y forma, inobjetables".
根据迄今进行的调查结果，规定针对恐怖主义颠覆活动采取军事行动的法令、指示、行动命令等在内容和形式上都是无可非议的。
鉴于军事法庭无故拖延审判军政府的证据，1984年10月4日，联邦分庭决定直接审理此案。由阿方辛任命的最高法院首席大法官何塞·塞韦罗·卡瓦列罗试图说服分庭不要这样做，并将案件交由军方处理。

## 案件移交司法机关
司法機關在收到案件后，在审判开始前不久，激进公民聯盟方面以及與獨裁政權時期的前陸軍總司令阿爾瓦諾·阿金德吉有關的军事部门曾推动過避免法庭審理案件的行动，以换取军政府成员承认對指控事实负有责任，甚至阿方辛本人向法院提出建議，但遭到法官一直拒絕。

### 法庭
联邦刑事和惩教上诉分庭由豪尔赫·托拉斯科法官、里卡多·希尔·拉韦德拉法官、莱昂·卡洛斯·阿斯兰尼安法官、豪尔赫·巴莱尔加·阿劳斯法官、吉列尔莫·莱德斯马、安德烈斯·何塞·达莱西奥法官组成。他們都是1984年由阿方辛總統根據憲法規定提名，並通過正義黨多數控制的參議院通過產生的。 
- 里卡多·希尔·拉韦德拉（西班牙语：Ricardo Gil Lavedra）（時年35歲）和安德烈斯·何塞·达莱西奥（西班牙语：Andrés José D'Alessio）属于激进公民联盟，曾是1982年阿方辛組建的律师和哲学家团队成员。[5]
- 莱昂·卡洛斯·阿斯兰尼安（西班牙语：León Carlos Arslanian），庇隆主义者，支持起诉危害人类罪的部门，并被达莱西奥（西班牙语：Andrés José D'Alessio）邀請，目的是防止人们认为正在形成“激进主義的正义”。[4]
- 豪尔赫·托拉斯科（西班牙语：Jorge Torlasco）在1959年以見習生身分參與到司法機關中，曾先後擔任過火地省檢察官、聖克魯斯省聯邦法官和聯邦首都聯邦預審法官。在失踪者亲属中，因在獨裁統治期間是唯一一位签发人生保護令的法官而被熟知，甚至在民主政府上台前，他也是第一位宣布《自我大赦法》违宪的法官。1987年，因不滿句号法（西班牙语：Ley de Punto Final）（也成停止追究法）和必须服从法而辞去漫长的司法生涯，认为这是“使酷刑不受惩罚的法律”。[15]
- 豪尔赫·巴莱尔加·阿劳斯（西班牙语：Jorge Valerga Aráoz）于1972年以律师身份毕业。在学生时代以见习生身份开始在司法机关工作。曾担任过刑事审判庭书记员、一审检察官。1984年被总统阿尔方辛任命为法庭法官时，时年38岁。[16]
- 吉列尔莫·莱德斯马（西班牙语：Guillermo Ledesma）是一名联邦调查法官，无党籍人士。1984年，他被阿尔方辛总统任命为联邦法官。[17]

在各方压力、死亡威胁、恐惧和普遍怀疑起诉谋杀了数千人的独裁者的可能性的情况下，法官们组建了一个被他们称为“宇航员兄弟会”的兄弟会来团结一致并依法作出真正的正义，而非一场闹剧。从宣判当晚开始，六位法官将定期聚餐变成了一种仪式。本着同样的精神，他们决定不选举总统，而是每周轮流担任法院院长一职。

### 公诉机关
本案控方为胡利奥·塞萨尔·斯特拉塞拉检察官和路易斯·莫雷诺·奥坎波副检察官。当时51岁的斯特拉塞拉是同情激进主义的司法官员，曾积极参与学生运动。他从60年代学生时期从司法机关最底层开始其职业生涯，后被任命为联邦法院书记员、联邦一审检察官和一审法官。阿方辛总统以检察总长身份任命他为联邦刑事和惩教上诉法庭检察官。
路易斯·莫雷诺·奥坎波时年32岁，出身于一个有着浓厚军事传统的上流社会家庭，用他自己的话来说：“质疑魏地拉就是一种背叛”。他于1978年以律师身份毕业，1980年开始担任助理检察长，并在1984年被斯特拉塞拉任命为副检察官。2003年，他在国际刑事法院中以70多个国家零票反对任命为首席检察官。
斯特拉塞拉也与其好友、剧作家兼司法官员卡洛斯·索米利亚纳合作。但由于其他司法成员的普遍拒绝，检方团队由大约15名年轻人组成，其中大多为学生：塞尔吉奥·德尔加多（19岁）、卡洛斯·“马克”·索米利亚纳（23岁，法学和人类学学生，后来成为阿根廷法医人类学团队成员）、尼古拉斯·科拉迪尼、胡迪特·柯尼希（21岁）、玛丽亚·德尔卡门·图齐（24岁，来自失踪人口委员会）、梅布尔·“拉皮丘”·科拉隆戈、哈维尔·希皮奥尼（20岁，莫雷诺·奥坎波学生）、卢卡斯·帕拉西奥斯（27岁）、马塞拉·佩雷斯·帕尔多、阿德里亚娜·戈麦斯等。由于检察官办公室空间不足，团队在圣马丁将军文化中心的国家失踪人口委员会总部安顿下来，距离司法宫两条街。
由于记录在案的案件数量超过一万起，斯特拉塞拉检察官决定依照欧洲人权委员会使用的机制，向法院提出709起案件，其中法院决定审查280起。指控罪名包括绑架、酷刑、抢劫、杀人、非法搜查和伪造文件等罪名，不包括性暴力和侵占未成年人的罪名。
被指控的罪名包括绑架、酷刑、抢劫、杀人、非法搜查和伪造文件等罪名，不包括对未成年人的性暴力和拐卖。

### 辩护方
所有被告均由私人律师辩护，豪尔赫·拉斐尔·魏地拉除外，由公设辩护律师卡洛斯·塔巴雷斯辩护。
被告军人拒绝出席听证会，并由辩护律师代理出席。斯特拉塞拉检察官两次请求法庭命令他们出庭，但法庭没有达成一致，也没有对请求作出裁决。
辩方一致认为，司法机关没有合法权力审理此案，同时认为伊塔洛·阿根蒂诺·鲁德尔在1976年宪政政府期间批准的歼灭法令使他们有权歼灭游击队，并且军政府没有做出镇压决定，而是各方势力自行决定的。前法官豪尔赫·巴莱尔加·阿劳斯对比奥拉辩方提出的“胜者有权保留败者的所有战利品”论点表示惊讶，表示该论点基于弗朗西斯科·德维多利亚的中世纪思想。

### 威胁和谈判
检察官和一些法官都收到过来自与前陆军参谋长阿尔瓦诺·阿尔金德吉有关部门和阿方辛政府内右翼分子的威胁电话，以迫使他们接受一项协议，该协议以军政府承认在侵犯人权方面的责任，以换取不被联邦法庭审判，也不允许证人作证。这些部分意图保护独裁者和保持武装部队自1930年以来扮演的角色，民主制度中“民粹主义”和“煽动”的“保证人”。
1985年4月19日，审判听证会开始前三天，阿方辛向分庭法官提议取消宣誓，以换取一个军政府认罪。六名法官无人如此考虑。
1985年4月22日，在口头辩论开始当天，阿方辛在全国电视节目中发表了讲话，谴责试图组织政变的团体的活动：
Se han producido algunos episodios bochornosos en Argentina ( ... ). En nombre de una responsabilidad insoslayable que hemos asumido con humildad pero con firmeza inalterable, denuncio al pueblo argentino la actividad disolvente de quienes pronostican el caos y la anarquía, presagian estallidos sociales, auguran aislamientos internacionales y, en definitiva, se convierten en pregoneros de la disgregación nacional. Los más insensatos se han atrevido a tentar a oficiales superiores de las Fuerzas Armadas con diversas propuestas, que van desde presuntos Gabinetes de coalición hasta la posibilidad de golpe de Estado. Esta actividad no puede ser atribuida al resentimiento o a la perversidad exclusivamente; tiene que haber, debe haber, además, extravío mental... Ustedes saben, sin duda, que existen tensiones originadas o agudizadas por el proceso a las Juntas militares. Se va a iniciar una etapa nueva de un juicio sin antecedentes en el mundo, de tal importancia que, de acuerdo con mi opinión, terminará con 50 años de frustración democrática y decadencia nacional... El juicio se puede llevar a cabo porque hay una decisión de la civilidad, pero también porque hay una decisión de los hombres de armas. No todos lo entienden, no todos lo comprenden, hay incluso quienes lo consideran injusto, pero aun apretando los dientes desean someterse a las normas, a los principios y los métodos del Estado de derecho. Aquí no ha habido una derrota militar que imponga los criterios del vencedor, tampoco ha existido una sociedad civil virtuosa frente a una sociedad militar victimaria. Todos hemos sido culpables de una u otra forma.——劳尔·阿方辛，1985-04-22
最近在阿根廷发生了一些令人尴尬的事件（……）。以我们坚定承担的不可推卸的责任的名义，向阿根廷人民谴责那些声称“预言”混沌和无政府状态的到来、“预测”社会爆发大乱、“预示”国际孤立，并最终让国家解体的“破坏运动”。最不明智的人甚至试图引诱高级军官，提出各种提议，从所谓的联合内阁到发动军事政变的可能性。这类活动不能完全归咎于仇恨或邪恶；除此之外还有思维偏差……毫无疑问，你们都知道，由于军政府审判过程产生或加剧了紧张局势。一个世界上前所未有的审判，将开启新阶段，对我而言其重要性之大，将会结束（阿根廷）50年的民主挫折和国家衰落……这场审判之所以能够进行，有民间社会的决定，也有军方的决定。并非所有人都能够明白或理解，甚至认为是不公平，即使如此还是要咬着牙要遵从法制政体的法律、原则和方法。这里没有以胜利者姿态强加的军事战败，也没有残酷军事社会对抗善良平民社会。我们都曾以这样或那样的方式犯过罪。

### 听证会
为了实现透明度和公开性，法院决定举行口头审判，这是联邦司法系统从未使用过的一种形式。1985年4月22日至8月14日期间，在国家司法宫听证室举行了78场公开听证会，后在2014年最高法院将其更名为“司法机关人权室”，因为在那里“开始表达了结束有罪不罚现象”。在那儿833人作为证人和专家作证，其中包括被拘留、失踪和遭受酷刑的受害者和亲属，以及执法机构人员。所有证人都由控方提供，辩方未提供任何证人。
听证会持续了530个小时，由阿根廷彩色电视台全程录制在U-matic录像带上，但每天仅被允许播放三分钟无声录像，除了在所有直播频道上播出的句子。这些录像全部在联邦刑事和惩教上诉分庭存档，但在1988年4月，由于担心武装起事摧毁，所有这些材料的副本被秘密带到奥斯陆。

### 证词
法院审查了703起案件的证词。Nizkor团队为此制作一个目录，以便于访问分析证词。部分总结如下：

#### 阿德里亚娜·卡尔沃
在几个概括证词后，阿德里亚娜·卡尔沃作证。她是第一位直接描述对她、其他人和她女儿犯下罪行的证人。阿德里亚娜在怀胎七月时，与其丈夫米格尔·安赫尔·拉沃尔德一样，遭到绑架，被带到布宜诺斯艾利斯省警察各个秘密拘留所。在她被绑架的几个月里，她听说了军人对他人实施的酷刑，也遇到了遭受电刑、击打、囚禁和坐水凳酷刑的人。她描述了虐待情况、食物缺乏和极端不人道的拘留环境。也描述了伊内斯·奥尔特加·德福萨蒂在不人道环境下分娩，以及豪尔赫·安东尼奥·贝尔赫斯如何对待。伊内斯·奥尔特加以及婴儿都失踪了，但后者莱昂纳多·福萨蒂·奥尔特加在2004年五月广场祖母寻回。当阿德里亚娜·卡尔沃开始分娩时，他被蒙上眼睛放在一辆巡逻车上，双手被反绑在身后，并以死亡威胁，直到婴儿在车上没有任何帮助的情况下出生，在无人剪短脐带就倒下。几个小时后，到达班菲尔德堡时，在场的人辱骂之下，贝尔赫斯医生残忍地取出胎盘，然而婴儿仍旧脏兮兮的，无人看管。最后他们强迫她赤身裸体把所有东西都打扫干净。后来她和她的孩子都被送到地牢并在没有良好卫生条件下度过几天。她目睹了玛丽亚·埃洛伊萨·卡斯特利尼在走廊里没有任何帮助的情况下分娩，也听取了西尔维亚·马韦尔·伊莎贝拉·巴伦西（后失踪）关于自己在医院分娩的证词。在囚禁期间，她也见证了何塞·萨维诺·阿夫达拉·法拉维利亚和玛丽亚·欧亨尼娅·加蒂卡·卡拉科切被绑架的情景，他们多年后寻回。在她和她丈夫被释放后，丈夫被她们担任教师的大学“因放弃工作”而被解雇，她的复职请求也没有得到回应。
完整的证词持续了1小时40分钟。

#### 各界反应
在审判期间，使用秘密拘留和应用国家恐怖主义为一个整体逐渐变得显而易见。武装部队和警察成员的证词承认了秘密拘留、代号的广泛使用以及洗劫拘留者财产的做法。也证明了，军政府在非法镇压时采取的操作，包括逮捕嫌疑人、非法拘留、审讯酷刑、变为奴役、非人化、隐藏和保密上述行动以及被拘留者的肉体消灭，以上操作在阿根廷全国都是一致的。鉴于所有的违法行为都是经过严密组织并自上而下的武装部队和执法部队成员实施的，那么法庭能够毫无疑问地排除这些罪行在没有上级明确命令的情况下发生的假设。法庭证明了军政府首脑的责任以及前指挥官所声称的关于“任何军事行动均为个人过激行为”假设是错误的。
许多证词所揭示的暴行深深震撼了阿根廷和世界舆论的良知。作家豪尔赫·路易斯·博尔赫斯为西班牙埃菲通讯社所撰写的“1985年7月22日星期一”的文章中讲述了他参加听证会后的经历。文章中写到：
De las muchas cosas que oí esa tarde y que espero olvidar, referiré la que más me marcó, para librarme de ella. Ocurrió un 24 de diciembre. Llevaron a todos los presos a una sala donde no habían estado nunca. No sin algún asombro vieron una larga mesa tendida. Vieron manteles, platos de porcelana, cubiertos y botellas de vino. Después llegaron los manjares (repito las palabras del huésped). Era la cena de Nochebuena. Habían sido torturados y no ignoraban que los torturarían al día siguiente. Apareció el Señor de ese Infierno y les deseó Feliz Navidad. No era una burla, no era una manifestación de cinismo, no era un remordimiento. Era, como ya dije, una suerte de inocencia del mal.——Jorge Luis Borges，Lunes, 22 de julio de 1985
那天下午，我听到了许多希望忘掉的事情，我指的是那些印象深刻并由此解脱。事件发生在12月24日。（军人）把所有囚犯带到一个他们从未去过的房间。他们惊奇地看到一张长长的桌子。他们看到看到桌布、瓷盘、餐具和葡萄酒。然后菜肴上桌了。（那天是）平安夜的晚餐。他们曾经饱受折磨，他们也知道明天也会受折磨。那场地狱的恶魔出现了，祝福他们圣诞快乐。这不是嘲笑，也不是讽刺的表现，亦不是懊悔。就像之前说的，这是一种邪恶的天真。
34年后，莱昂·卡洛斯·阿斯兰尼安在一次采访中被问及审判中的证词，对他影响最大或与他最相关的证词是： 
El paso del tiempo dificulta esa elección pero citaría el de Adriana Calvo [quien obligada a parir vendada y maniatada en un patrullero], un testimonio terrible pero que documentó el grado extraordinario de crueldad justamente en ese capítulo de las parturientas. Me pareció espectacular, por su valor intrínseco, por su precisión, el del ahora filósofo Claudio Tamburrini [quien relató las condiciones y torturas sufridas durante los ciento veinte días que estuvo detenido-desaparecido en la Mansión Seré de donde se fugó espectacularmente con otros detenidos]. Todo el capítulo de la familia Bettini es una tragedia. La familia Tarnopolsky… Es el día de hoy que no termino de recomponerme. Y en otro plano, fue excelente el testimonio de Robert Cox, el director del diario Buenos Aires Herald.——León Arslanián
在随后的采访中，前法官们讲述了审判的细节和轶闻，特别是某些证词对他们每个人的影响，以及听证会和所报告的异常情况所产生的情绪疲惫。前任法官承认，他们在听完证词后哭了，但在面对这种暴行时需要发泄的驱使下，在听不懂语言的证人的情况下，他们也会放声大笑。听证会的情感成本、压力、军事起事和有罪不罚法导致所有法官在审判结束后不久就从司法机关辞职。

### 斯特拉塞拉检察官的指控
1985年9月11日至18日，胡利奥·塞萨尔·斯特拉塞拉检察官发表了历史性的检方陈述。检方认为，每起犯罪的责任应由已证明参与的每个军政府成员分担。但最后，法院不接受这一标准，认为责任应由每支武装部队分配，最终导致空军成员的刑期大大减少。
斯特拉塞拉以这一段结束了他的陈述：
Señores jueces: quiero renunciar expresamente a toda pretensión de originalidad para cerrar esta requisitoria. Quiero utilizar una frase que no me pertenece, porque pertenece ya a todo el pueblo argentino. Señores jueces: "Nunca más".
法官大人：我想要放弃采用自负的原创辞藻来结束本结案陈词。而是改为引用一句不属于我的格言，因为它已经属于了全体阿根廷人民。法官大人：“再也不”。（Nunca más）

### 辩护论据
9月30日至10月21日期间，军事首领进行了辩解，坚持这是一场战争，所有显露出现的行为应被视为任何战争都不可避免的情况。

### 概论
国家失踪人口委员会报告和对军政府的审判让普通民众第一次非常详细地了解了该国近年来发生的事情。这次审判是布宜诺斯艾利斯的第一次口头公开审判，意味着听证会向公众开放，但法庭能容纳的人并不多。审判在多年后的1998年8月24日进行了无声电视转播。军方仍然享有足够的权力来阻止在公共电视上听到证人的陈述。
刑事律师贝尔纳多·贝德尔曼组织过一场秘密行动，将带有审判记录的视频带到安全的地方。法官们担心书面证据会消失。1988年4月25日，贝德尔曼与豪尔赫·托拉斯科法官、里卡多·希尔·拉韦德拉法官、莱昂·卡洛斯·阿斯兰尼安法官、豪尔赫·巴莱尔加·阿劳斯法官、吉列尔莫·莱德斯马和安德烈斯·何塞·达莱西奥法官一同前往挪威奥斯陆。这些影像资料与挪威宪法的原文一同保存在防火与核打击的房间内。

### 判决
在出示证词和专家证据后，普遍的印象是前两个委员会将受到非常严厉的处罚，最高可达无期徒刑，但最后一个委员会的成员可能会受到较轻的处罚。另一方面，武装部队部分人士也向政府施压，要求其判决不包括对囚犯进行撤衔和臭名昭著的驱逐。
法官们在判决内容上达成了广泛共识，但在量刑问题上出现重大分歧。莱德斯马和希尔·拉韦德拉寻求比其他人更重的判罚。在没有就判决达成一致的情况下，法官们在宣读判决前的那个星期天前往科连特斯大道班切罗披萨店（距离法庭两条街）吃午餐，他们在那里达成了一项协议，并在餐巾纸上签字。多年后，前法官们回忆称，除了，他们都对审判结果非常满意，包括要求重判的斯特拉塞拉。
12月9日，法庭宣读2000多页的判决书，并由莱昂·阿斯兰尼安于当周以法庭庭长的身份宣读。
该裁决认定军政府设计并实施了一项犯罪计划，并驳回了被告要求考虑被国会废除的自我大赦法生效的请求。判决引发辩方争论，他们认为每支部队都自主行动，相应地对处罚进行分级，对前两届军政府的陆军成员实施最严厉的惩罚，对海军成员处以中等惩罚，而对空军成员最轻的惩罚。对于最后一届军政府，法庭认为控方无法证明1980年后发生的案件是军政府的责任，从而为三名成员（加尔铁里、阿纳亚和拉米·多索）判以无罪，也无法证明在第二届军政府的空军成员有罪。
- 豪尔赫·拉斐尔·魏地拉因16起对恶意预谋[註 1]重大杀人、50起多人参与对预谋[註 1]重大杀人、306起威胁和暴力的重大非法剥夺自由、93起酷刑、4起酷刑致死、26抢劫罪，而判处无期徒刑、终身褫夺公权并解除职务。而19起杀人案、94起非法剥夺自由、164起酷刑、64起抢劫、6起拐卖儿童、23起奴役罪、5起侵占、3起绑架勒索、120起虚假陈述和销毁公文罪因证据不足宣布无罪。[45]
- 埃米略·爱德华多·马塞拉（西班牙语：Emilio Eduardo Massera）因3起恶意预谋[註 1]重大杀人、39起威胁和暴力的重大非法剥夺自由、12起酷刑、7起抢劫，而判处无期徒刑、终身褫夺公权并解除职务。而83起杀人案、440起非法剥夺自由案、260起酷刑、99起抢劫案、5起酷刑致死、5起抢劫、6起拐卖儿童、销毁公文罪、23起奴役罪、5起侵占案、绑架勒索、2起勒索和127起虚假陈述。[45]
- 罗伯托·爱德华多·比奥拉判处17年有期徒刑、终身褫夺公权并解除职务。[45]
- 阿曼多·兰布鲁斯奇尼（西班牙语：Armando Lambruschini）判处8年有期徒刑、终身褫夺公权并解除职务。[45]
- 奥尔兰多·拉蒙·阿戈斯蒂（西班牙语：Orlando Ramón Agosti）判处4年6月有期徒刑、终身褫夺公权并解除职务。[45]
- 奥马尔·格拉菲格纳（西班牙语：Omar Graffigna）和巴西略·拉米·多索（西班牙语：Basilio Lami Dozo）由于是在空军唯一一个拘留中心关闭后接管指挥权，因而宣判无罪。莱奥波尔多·加尔铁里和豪尔赫·伊萨克·阿纳亚（西班牙语：Jorge Isaac Anaya）因法院无法证明其下属在他们上台后继续实施非法镇压制度的任何罪行，而被宣告无罪。[45]

在判决书长篇中可以读到：
En suma puede afirmarse que los comandantes establecieron secretamente, un modo criminal de lucha contra el terrorismo. Se otorgó a los cuadros inferiores de las Fuerzas Armadas una gran discrecionalidad para privar de libertad a quienes aparecieran, según la información de inteligencia, como vinculados a la subversión; se dispuso que se los interrogara bajo tormentos y que se los sometiera a regímenes inhumanos de vida, mientras se los mantenía clandestinamente en cautiverio; se concedió, por fin, una gran libertad para apreciar el destino final de cada víctima, el ingreso al sistema legal (Poder Ejecutivo Nacional o Judicial), la libertad o, simplemente, la eliminación física.

#### 绑架儿童的无罪释放
独裁政权犯下的最反人类的罪行之一是拐卖儿童和非法剥夺身份。2012年，武装部队上层裁定“拐卖儿童”是在“歼灭计划框架内”系统性进行，并谴责其直接和间接的肇事者。截止2022年，已有130名绑架儿童被寻回。据五月广场祖母估计共有500多名儿童可能被绑架。
在审判中，检方指控军政府犯有7起拐卖失踪人员子女的案件，并要求其进行判处相应的刑罚。这些失踪儿童分别是费利佩·加蒂卡·卡拉科切、玛丽亚·加蒂卡·卡拉科切、克劳迪娅·波夫莱特、西蒙·加蒂·门德斯（西蒙·里克洛）、玛丽亚·何塞·拉佩拉·德马尼奥内的儿子、阿莉西亚·阿方辛·德卡瓦迭的儿子和苏萨娜·贝亚特丽斯·佩戈拉洛的女儿。联邦法庭对其中六起犯人宣告无罪，但对第七起案件只字未提。法庭在判决书第XX章提出宣告无罪的理由，认为这些案件为偶然事件，没有证据可以假设其为独裁政权上级传达的命令。

#### 第30条：追究一切刑事责任
判决书第30条责令对区、分区指挥部的上级干部，以及对经审判证实的犯罪行为负有行动责任的一切人员，依法追究刑事责任。第30条全文：
Disponiendo, en cumplimiento del deber legal de denunciar, se ponga en conocimiento del Consejo Supremo de las F.F.A.A., el contenido de esta sentencia y cuantas piezas de la causa sean pertinentes, a los efectos del enjuiciamiento de los Oficiales Superiores, que ocuparon los comandos de zona y subzona de Defensa, durante la lucha contra la subversión, y de todos aquellos que tuvieron responsabilidad operativa en las acciones (arts. 387 del Código de Justicia Militar y 164 del Código de Procedimientos en Materia Penal).
为了确定审判中证明的数百起危害人类罪的刑事责任，法院采用了德国法学家克劳斯·罗可辛在其1963年提出的《组织性权力机构框架内的犯罪行为》，确定所有直接和间接参与实施危害人类罪的人都追究刑事责任。
这一条否定了阿方辛主义的三级责任理论，根据该理论，只有发布命令的最高军事领导人和那些“超出”命令的人才应被视为有罪。那些根据“服从命令法”，遵循命令而执行危害人类罪（即失踪、酷刑、强奸、谋杀、绑架）应被免除罪责。因此，分庭的判决书使得海军工程学院特大案、拉佩尔拉案、坎普斯网络以及其他侵犯人权的案件有了新审理。
为了废除第30条款，阿方辛下令起草《服从命令法》法案，尽管遭到强烈反对，但最终在1987年在国会通过，为所有为所有少校及以下军衔的军人的危害人类罪行提供了豁免权。根据这条法律，超过3600名镇压者的案件被迫结案。豪尔赫·托拉斯科法官由于反对该法而辞职。

### 最高法院
1986年12月30日，由何塞·塞韦罗·卡瓦列罗、奥古斯托·塞萨尔·贝柳西奥、卡洛斯·圣地亚哥·法伊特、恩里克·圣地亚哥·佩特拉基和豪尔赫·安东尼奥·巴克组成的阿根廷最高法院在实质上，在核准上诉判决的基础上，减轻了比奥拉和阿戈斯蒂的刑责，判处比奥拉的2起非法剥夺自由案和阿戈斯蒂的3起抢劫案无罪，将他们的刑期减至16年6个月有期徒刑以及3年9个月有期徒刑。
判决还驳回了胡利奥·塞萨尔·斯特拉塞拉检察官的主张，即阿戈斯蒂对现失踪人口的非法剥夺自由罪的刑事诉讼时效应从卸任空军司令开始计算，而非空军唯一的秘密拘留所关闭开始计算。因而，检察官、分庭和法院都认定这类犯罪都是可追诉的。

## 有罪不罚法
CONADEP报告书的影响力以及起诉独裁政权领导人的决定如此强烈，以至于在审判开始之前，已经收到了2,000多宗危害人类罪指控。随着军政府成员的定罪，对其他镇压者的控诉更加强烈。另一方面，检方已决定不对军政府成员涉嫌在拘禁中拐卖小孩情况进行审判，这些遗失婴儿的搜寻是五月广场祖母的目标。然后，大量刑事案件立案，以追究和审判侵犯人权案件。
反过来，为了确立镇压者的豁免机制，与军方或民间部门以及与之相关的媒体集团的压力和威胁加剧，甚至导致军事起事。   

### 句号法/停止追究法
1986年12月5日，劳尔·阿方辛总统宣布向国会提交法案，规定对指控在国家重新组织中侵犯人权且在法案颁布后60天内没有被传唤作证的被告人将不会面临刑事追究。阿方辛于1986年12月24日签署颁布，并被称为“句号法”或“停止追究法”。
大约50,000到60,000人在布宜诺斯艾利斯市中心举行示威，以抗议该法。根据西班牙《国家报》报道称，这场示威是自三年前民主恢复以来，在联邦首都举行规模最大的示威活动。此次示威由五月广场母亲、五月广场祖母以及其他捍卫人权组织召集，并得到了革命庇隆主义和阿根廷劳工总联合会的支持。
该法引发了大量生还者和失踪者家属的举报。1987年2月，检察总长胡安·奥克塔维奥·高纳首次适用该法，同意结束对拉蒙·坎普斯将军在布宜诺斯艾利斯省下属的一个工作组的调查。

### 服从命令法
尽管实施了“句号法”，但军方及其盟友仍要求制定新法，以扩大对在独裁统治期间犯下的反人类罪行的豁免。1987年4月14日，一场名为“复活节起事”的军事叛乱，要求结束所有有关审判。阿方辛总统下令军队平定叛乱，但军队并未响应命令，使民主政府实际上完全置于军队的控制下。但是，许多家庭走上街头支持民主政体，与此同时反对党领袖以及媒体都无条件支持阿方辛总统，此事出乎叛军意料，也对军事力量设置民间防线。经过数天的不安定和公众动员后，阿方辛总统亲自与叛乱首领会面后达成一致，结束了叛乱。
1987年5月13日，阿方辛向国会提交法案，规定以“服从命令”为由免去上校军衔以下的遵循命令导致侵犯人权士兵。
由于该法的适用，3600宗案件最终结案。审判军政府法官之一的豪尔赫·托拉斯科法官因反对上述法律而辞职。

### 特赦
句号法和服从命令法没有阻止与军队有关的施压、威胁和叛乱。1998年发生的两次涂面人举事（蒙特卡塞罗斯和马特利镇）以及1989年11月9日柏林墙倒塌剧烈改变了政治和意识形态阵营。在阿根廷，1990年7月9日，庇隆主义者卡洛斯·梅内姆就任阿根廷总统。他上任后，令人惊讶的做出在政治、军事和经济领域与前几个年代和庇隆主义做斗争的派别合作。在此背景下，梅内姆扩大了阿方辛任内给予的豁免并颁布了一系列特赦令，但排除了仍然在犯的情况（如拐卖儿童）。在一系列特赦令中，梅内姆在1990年12月29日颁布的第2741/90号政令，赦免了13/84号案件中被判刑的军政府成员。

### 废除以及重新审判
在2003年，内斯托尔·基什内尔总统期间开始对特赦的宪法合法性进行司法质疑，直到2010年最高法院判决结束，认定下级法院判决无效，并下令执行对“军政府案”中被判刑的人的剩余刑期。

### 军政府成员的最终情况

#### 第一届军政府
- 豪尔赫·拉斐尔·魏地拉，第一届军政府成员并担任陆军司令，后任命为“总统”。1985年判处无期徒刑、终身褫夺公权并解除职务。1990年，梅内姆总统特赦出狱。2006年，法院在古滕案中宣布特赦无效，后得到最高法院的确认。[61][62]2008年，魏地拉再次入狱[63]，并在犯有危害人类罪的案件中被定罪。他于2013年死于狱中，终年87岁。[64]
- 埃米略·爱德华多·马塞拉（西班牙语：Emilio Eduardo Massera），第一届军政府成员并担任海军司令。1985年判处无期徒刑、终身褫夺公权并解除职务。1990年，梅内姆总统特赦出狱。1994年，他被判决赔偿100万比索[註 2]给丹尼尔·塔诺波尔斯基，他的家庭曾被绑架并在转移到海军工程学院（西班牙语：ESMA）后失踪。[65]1998年，他因涉嫌在独裁统治期间拐走婴儿而软禁，这项罪行未赦免。[66][67]2001年，他被指控侵占他人财产而被逮捕。[67]2005年，由于三年前的脑溢血导致而判定为精神障碍，致使法庭结案。2010年死于布宜诺斯艾利斯海军医院，终年85岁。[68]
- 奥尔兰多·拉蒙·阿戈斯蒂（西班牙语：Orlando Ramón Agosti），第一届军政府成员并担任空军司令。1985年判处有期徒刑四年零六个月、终身褫夺公权并解除职务，后最高法院将其刑期减短至三年九个月。关押在马格达莱纳军事监狱服刑，后在1989年出狱。[69]1990年获梅内姆总统赦免。1993年，阿戈斯蒂向法院申请恢复军衔，但遭法院驳回。死于1997年，终年73岁。[70]

#### 第二届军政府
- 罗伯托·爱德华多·比奥拉，第二届军政府成员并担任陆军司令，后任命为“总统”。1985年判处十七年有期徒刑、终身褫夺公权并解除职务。1990年获梅内姆总统特赦出狱。死于1994年，终年69岁。[71]
- 阿曼多·兰布鲁斯奇尼（西班牙语：Armando Lambruschini），第二届军政府成员并担任海军司令。1985年判处八年有期徒刑、终身褫夺公权并解除职务。1990年获梅内姆总统特赦出狱。1994年，他被判决赔偿100万比索[註 2]给丹尼尔·塔诺波尔斯基，他的家庭曾被绑架并在转移到海军工程学院（西班牙语：ESMA）后失踪。[65]1997年，他被意大利法院传唤并缺席审判，2003年因其年过七十而被判处软禁在家。[72]1998年，他因涉嫌在独裁统治期间拐走婴儿而软禁，这项罪行未赦免。[73][67]1999年，西班牙国家审问院（西班牙语：Audiencia Nacional）法官巴尔塔萨·加尔松下令搜寻和逮捕在1976年至1983年间阿根廷犯下种族灭绝、恐怖主义和酷刑的48名阿根廷军人和警察，其中包括兰布鲁斯奇尼。[74]2003年，西班牙方面要求引渡兰布鲁斯奇尼，因而被阿根廷司法机关逮捕，但不久后由于被指控在海军工程学院秘密拘留所中挪用孩子，以及句号法（西班牙语：Ley de Punto Final）和服从命令法（西班牙语：Ley de Obediencia Debida）的废除，面临再度起诉，西班牙方面放弃引渡。[75]2004年，软禁期间死亡，终年80岁。
- 奥马尔·格拉菲格纳（西班牙语：Omar Graffigna），第二届军政府成员并担任空军司令。1985年审判中宣判无罪。1999年，西班牙国家审问院（西班牙语：Audiencia Nacional）法官巴尔塔萨·加尔松下令搜寻和逮捕在1976年至1983年间阿根廷犯下种族灭绝、恐怖主义和酷刑的48名阿根廷军人和警察，其中包括格拉菲格纳。[74]2003年，西班牙方面要求引渡兰布鲁斯奇尼。[76]2013年，因参与何塞·曼努埃尔·佩雷兹·罗霍和帕特里西亚·胡利娅·罗伊辛布利特（五月广场祖母（西班牙语：Abuelas de Plaza de Mayo）副会长罗莎·塔尔洛夫斯基·德罗伊辛布利特（西班牙语：Rosa Tarlovsky de Roisinblit）的女儿）失踪案而遭到逮捕并起诉。[77]2016年，因上述失踪案而判处二十五年有期徒刑。[78]2018年12月27日，因“塞瓦略斯总督”秘密拘留所（西班牙语：Virrey Cevallos (centro clandestino de detención)）中所犯下的罪行而判处十五年有期徒刑。[79]

#### 第三届军政府
- 莱奥波尔多·加尔铁里，第三届军政府成员并担任陆军司令，后任命为“总统”。1985年审判中宣判无罪。1986年，由于1982年马岛战争中犯下的罪行而被判处十二年有期徒刑、褫夺公权并解除职务。1989年，获梅内姆总统特赦（西班牙语：Indultos realizados por Carlos Menem）出狱并恢复军衔。[80][81]2002年，因涉嫌在独裁时期犯下危害人类罪被捕，于次年预防性拘留期间于家中死亡。[82]
- 豪尔赫·伊萨克·阿纳亚（西班牙语：Jorge Isaac Anaya），第三届军政府成员并担任海军司令。1985年审判中宣判无罪。1986年，由于1982年马岛战争中犯下的罪行而被判处十二年有期徒刑、褫夺公权并解除职务。1989年，获梅内姆总统特赦（西班牙语：Indultos realizados por Carlos Menem）出狱并恢复军衔。[83][81]1997年，西班牙国家审问院（西班牙语：Audiencia Nacional）法官巴尔塔萨·加尔松以种族灭绝罪、国家恐怖主义和酷刑罪起诉并要求阿根廷逮捕和引渡45名军人以及1名平民，其中包括阿纳亚。[84]该请求多次被阿根廷政府以属地管辖原则为由拒绝，直至2003年内斯托尔·基什内尔总统通过第420/03号政令，修改了当时主导拒绝的引渡规则[85]，并因此打开了引渡被要求的军人们的道路，但这从未得到落实。[86][87]2006年，联邦法官塞尔吉奥·托雷斯指控阿纳亚在海军工程学院特大案（西班牙语：Megacausa ESMA）中犯下了266宗绑架案和酷刑案，但因为心脏病情而避免逮捕，可是其病情的真实性存疑。[88]他于2008年自由中死亡，终年81岁。[88]
- 巴西略·拉米·多索（西班牙语：Basilio Lami Dozo），第三届军政府成员并担任空军司令。1985年审判中宣判无罪。1986年，由于1982年马岛战争中犯下的罪行而被判处八年有期徒刑、褫夺公权并解除职务。1989年，获梅内姆总统特赦（西班牙语：Indultos realizados por Carlos Menem）出狱并恢复军衔。[83][81]1997年，西班牙国家审问院（西班牙语：Audiencia Nacional）法官巴尔塔萨·加尔松以种族灭绝罪、国家恐怖主义和酷刑罪起诉并要求阿根廷逮捕和引渡45名军人以及1名平民，其中包括拉米·多索。[84]该请求多次被阿根廷政府以属地管辖原则为由拒绝，直至2003年内斯托尔·基什内尔总统通过第420/03号政令，修改了当时主导拒绝的引渡规则[85]，并因此打开了引渡被要求的军人们的道路，但这从未得到落实。[86][87]他于2017年自由中死亡，终年88岁。[89]

- 克里斯蒂诺·尼古拉德斯（西班牙语：Cristino Nicolaides），第三届和第四届军政府成员并担任陆军司令。尽管他是第三届军政府成员，但未被阿方辛总统指控（无官方解释）。1985年因马格里塔·贝伦市大屠杀（西班牙语：Masacre de Margarita Belén）而起诉，但由于服从命令法（西班牙语：Ley de Obediencia Debida）的适用而缓起诉处分。1989年，获梅内姆总统特赦（西班牙语：Indultos realizados por Carlos Menem）所有可能犯下的罪行，任持续的罪行除外。1999年，西班牙国家审问院（西班牙语：Audiencia Nacional）法官巴尔塔萨·加尔松下令搜寻和逮捕在1976年至1983年间阿根廷犯下种族灭绝、恐怖主义和酷刑的48名阿根廷军人和警察，其中包括尼古拉徳斯。[90][91]2007年，由于在“反击案（西班牙语：Causa Contraofensiva）”中由于参与绑架和失踪人员，判处二十五年有期徒刑。2011年，他在家中接受软禁期间死亡，终年88岁。

#### 第四届军政府
第四届军政府成员未收到阿方辛指控，因而在未在审判中出庭。然而，他们受到其他后续审判的起诉。第四届军政府任命雷纳尔多·比尼奥内将军为“总统”。
- 克里斯蒂诺·尼古拉德斯（西班牙语：Cristino Nicolaides），上文提及。
- 鲁文·奥斯卡·佛朗哥（西班牙语：Rubén Oscar Franco），第四届军政府成员并担任海军司令。1999年，西班牙国家审问院（西班牙语：Audiencia Nacional）法官巴尔塔萨·加尔松下令搜寻和逮捕在1976年至1983年间阿根廷犯下种族灭绝、恐怖主义和酷刑的48名阿根廷军人和警察，其中包括尼古拉徳斯。[90][91]2012年，在布宜诺斯艾利斯市联邦口头六号法庭对其因系统性绑架儿童案中，以微弱多数宣告无罪。[92]2014年，联邦翻案法院第三分庭推翻最初判决，并因31起绑架儿童案判处佛朗哥25年有期徒刑，但由于最高法院史无前例地推迟了指定对裁决最终复核的分庭[92]，因而截止2022年该判决尚未生效。[92]
- 奥古斯托·豪尔赫·休厄（西班牙语：Augusto Jorge Hughes），第四届军政府成员并担任空军司令。1999年，西班牙国家审问院（西班牙语：Audiencia Nacional）法官巴尔塔萨·加尔松下令搜寻和逮捕在1976年至1983年间阿根廷犯下种族灭绝、恐怖主义和酷刑的48名阿根廷军人和警察，其中包括尼古拉徳斯。[90][91]但休厄逝于1993年。[93]

## 审判的意义
这是世界历史上首次一群独裁者不得不出现在他们自己的人民的法庭上，接受审判。不同于由胜利者进行的纽伦堡审判和东京审判，或对南斯拉夫内战期间发生的重大罪行而建立的前南斯拉夫问题国际刑事法庭，亦或是具有完全独立于柬埔寨司法体系的柬埔寨法院特别法庭，这场审判发生在与被告人同一个国家，适用该国本身的法律以及同胞检察官、律师和法官。 
此外，由于前所未有的民主政府对军政府的谴责，使本案与那些年在乌拉圭、智利、巴西、西班牙、葡萄牙和南非发生过的谈判过渡形成鲜明对比。也是首次对宪政政府策划和实施政变的拉丁美洲军人被军事法庭之外的政府法庭起诉和裁决。
阿根廷军政府审判是该地域历史上里程碑性质的事件。劳尔·阿方辛总统在人权问题上处于当时的最前沿，但同时也不得不承担审判后的重大军事叛乱。
参与审判的法官阿斯兰尼安认为：
El gran mérito del juicio a las Juntas no fueron las condenas impuestas a los máximos responsables de las Juntas sino que fue correr el telón, es decir, cómo pusimos de manifiesto la operatoria represiva: los Centros Clandestinos de Detención (CCD), los procedimientos, el Centro Piloto de París, las aventuras de Massera… Frente a eso, se acabó todo. Cualquier resistencia que pudiera haber, de la naturaleza que fuere, murió. Y el clamor social, popular de aquellos que estuvieron desde el principio (sea como víctimas o como militantes) empezó a cobrar fuerza, vigor, representatividad y redundando en organizaciones de derechos humanos admirables, como las que tenemos nosotros. Fue tal la fuerza, el impulso que tuvo este proceso que es el día de hoy que se están abriendo juicios gracias a la experiencia de los Juicios en Argentina... Se me hace difícil pensar qué Argentina hubiésemos tenido sin los Juicios. No sé. Realmente hubiésemos sido un Estado fallido, no sé en qué hubiésemos terminado. El Juicio ordenó éticamente al Estado, resolvió el tema de las FF.AA., instaló al país como adalid en materia de Derechos Humanos, penetró profundamente todo el sistema judicial argentino ya que aquí se aplican los fallos de la CIDH -Comisión Interamericana de Derechos Humanos- (como no se aplican en otros países), así como los derechos del Pacto de San José de Costa Rica incorporadas en la Reforma Constitucional de 1994 y que, en materia de derechos humanos, nos presenta como un país muy prestigioso internacionalmente.——阿斯兰尼安

## 流行文化
2022年，桑迪亚哥·米特雷执导电影上映，讲述斯特拉塞拉检察官及其团队在审判军政府时所做的努力。该片获得了威尼斯国际电影节國際影評人協會最佳影片奖和第70届聖塞瓦斯蒂安國際電影節观众奖，也入围第95届奥斯卡最佳国际影片奖。

### 整体参考
- Cámara Nacional de Apelaciones en lo Criminal y Correccional Federal de la Capital Federal. . Equipo Nizkor. 1985-12-09  [2023-02-10]. （原始内容存档于2021-09-21） （西班牙语）.

## 外部参考
- 阿根廷司法部人权秘书处官网
- Sitio oficial del Archivo Nacional de la Memoria que integra en la actualidad al Archivo de la ex Conadep
- 胡利奥·塞萨尔·斯特拉塞拉检察官的起诉书（页面存档备份，存于）
- 判决书，1985年12月9日
- 判决书（长篇） （页面存档备份，存于），1985年12月9日
- “Lunes, 22 de julio de 1985”, por Jorge Luis Borges, Agencia EFE, 22 de julio de 1985 （页面存档备份，存于）
- Detallado relato del Juicio a las Juntas, Lavaca
- Vídeos del Juicio a las Juntas （页面存档备份，存于）
- YouTube上的ADRIANA CALVO DE LABORDE ⚖️ en el Juicio a las Juntas Militares- Año 1985.